# Пјанола (Л'Аквила)
Пјанола (итал. Pianola) је насеље у Италији у округу Л'Аквила, региону Абруцо.
Према процени из 2011. у насељу је живело 1178 становника. Насеље се налази на надморској висини од 743 м.